# آيت ويران (تيسينت)
آيت ويران هي إحدى مشيخات المملكة المغربية، تتبع جغرافيا لإقليم طاطا وإداريًا لتيسينت. يقدر عدد سكانها بـ 1194 نسمة حسب الإحصاء الرسمي للسكان والسكنى لسنة 2004.